# Caravia
Caravia é um concelho (município) da Espanha na província e Principado das Astúrias. Tem 13,36 km² de área e em 2019 tinha 477 habitantes (densidade: 35,7 hab./km²).

## Demografia
| Variação demográfica do município entre 1991 e 2004 | Variação demográfica do município entre 1991 e 2004 | Variação demográfica do município entre 1991 e 2004 | Variação demográfica do município entre 1991 e 2004 |
| --------------------------------------------------- | --------------------------------------------------- | --------------------------------------------------- | --------------------------------------------------- |
| 1991                                                | 1996                                                | 2001                                                | 2004                                                |
| 603                                                 | 577                                                 | 577                                                 | 565                                                 |